# Zelotes reduncus
Zelotes reduncus är en spindelart som först beskrevs av William Frederick Purcell 1907.  Zelotes reduncus ingår i släktet Zelotes och familjen plattbuksspindlar. Inga underarter finns listade i Catalogue of Life.